# 어밀리아 셰퍼드
어밀리아 셰퍼드(영어: Amelia Shepherd)는 숀다 라임스가 제작한 TV 드라마 《프라이빗 프랙티스》와 《그레이 아나토미》의 등장인물이다. 캐터리나 스코손이 연기했다.